# Montemagno Monferrato
Montemagno  Monferrato – miejscowość i gmina we Włoszech, w regionie Piemont, w prowincji Asti.
Według danych na styczeń 2009 gminę zamieszkiwało 1214 osób przy gęstości zaludnienia 76,4 os./1 km².